# Castelo de São Jorge
O Castelo de São Jorge, antigo Paço de Alcáçova, localiza-se na freguesia de Santa Maria Maior (Castelo), na cidade e município de Lisboa, em Portugal. Classificado como Monumento Nacional desde 1910, ergue-se em posição dominante sobre a mais alta colina do centro histórico, proporcionando aos visitantes uma das mais belas vistas sobre a cidade e o estuário do rio Tejo.
As primeiras muralhas do castelo, que foi reconstruído diversas vezes por vários povos e recebeu diferentes nomes, datam do século II a.C.. O nome actual deriva da devoção do castelo a São Jorge, santo padroeiro dos cavaleiros e das cruzadas, feita por ordem de D. João I no século XIV.
Ao longo do tempo o castelo, assim como as diversas estruturas militares de Lisboa, foi sendo remodelado, ao ponto de na primeira metade do século XX estar já em avançado estado de ruína. Na década de 1940 foram empreendidas monumentais obras de reconstrução, levantando-se grande parte dos muros e alteando-se muitas das torres. Por esse motivo, ao contrário do que se poderia pensar à primeira vista, o "carácter medieval" deste conjunto militar deve-se a esta campanha de reconstrução, e não à preservação do espaço do castelo desde a Idade Média até aos nossos dias.

## História

### Antecedentes
A primitiva presença humana na área remonta à Idade do Ferro, e as pesquisas arqueológicas trouxeram à luz testemunhos desde, pelo menos, o século VI a.C., sucessivamente por Fenícios, Gregos e Cartaginenses. As informações históricas, entretanto, iniciam-se apenas no contexto da conquista da Hispânia pelas legiões romanas, quando era denominada Olisipo. Serviu, a partir de 139 a.C. como base das operações do Cônsul Décimo Júnio Bruto Galaico, contra os núcleos de Lusitanos dispersos após o assassinato de seu líder, Viriato, quando se admite que aqui teria, por esse motivo, existido algum tipo de estrutura defensiva. Posteriormente, em 60 a.C., tendo o então Propretor Caio Júlio César concluído a conquista definitiva da Lusitânia, concedeu à povoação o título de Felicidade Júlia (Felicitas Julia), permitindo aos seus habitantes o privilégio da cidadania romana.
Diante das invasões do Império pelos bárbaros, às quais a Península não ficou imune, a cidade foi conquista pelos Suevos sob o comando de Maldras, nos meados do século V, e, poucos anos mais tarde, pelos Visigodos sob o comando de Eurico, vindo a tornar-se definitivamente Visigoda sob o reinado de Leovigildo.
Mais tarde, no século VIII, viria a cair sob o domínio muçulmano, passando a denominar-se Al-Ushbuna ou Lissabona. As descrições dos seus geógrafos referem a existência da fortificação com as suas muralhas, as quais defendiam a "quasabah" (alcáçova), o centro do poder político e militar da cidade. A chamada "Cerca Moura" foi edificada no período tardo-romano, tendo sido reconstruída e ampliada durante o período islâmico.
No contexto da Reconquista cristã da Península, a sua posse oscilou ao sabor das investidas cristãs, que a colimavam como alvo à margem do rio Tejo. Dessa forma, foi conquistada inicialmente por Afonso II das Astúrias, em contra-ofensiva em 796. Na ocasião a cidade foi saqueada e as forças cristãs, demasiado distantes de sua base na região de Entre-Douro-e-Minho, retiraram-se em seguida. Idêntico sucesso repetiu-se no reinado de Ordonho III de Leão, sob o comando deste soberano, tendo a cidade sofrido severos danos.
Integrante dos domínios da taifa de Badajoz, no alvorecer do século XII, diante da ameaça representada pelas forças de Iúçufe ibne Taxufine, que, oriundas do Norte de África, haviam passado à Península visando a conquista e reunificação dos domínios Almorávidas, o governante de Badajoz, Mutavaquil, entregou-a, juntamente com Santarém e Sintra, na Primavera de 1093, ao rei Afonso VI de Leão e Castela, visando uma aliança defensiva que não se sustentou. Envolvido com a defesa dos seus próprios territórios, o soberano cristão não foi capaz de assistir o governante mouro, cujos territórios vieram a cair, no ano seguinte, diante dos invasores. Desse modo, Lisboa, Santarém e Sintra permaneceriam domínios muçulmanos, agora sob os Almorávidas.
A fortificação, neste período, era constituída pela Alcáçova de planta aproximadamente quadrangular com cerca de 60 metros de lado, em posição dominante no alto da colina, defendida por muralhas com aproximadamente 200 metros de largura. Deste núcleo, cujo perímetro corresponde sensivelmente aos limites da actual freguesia do Castelo, a Leste e a Oeste desciam até ao rio os muros envolvendo a povoação, reforçados por torres e onde se rasgavam as portas.

### O castelo medieval

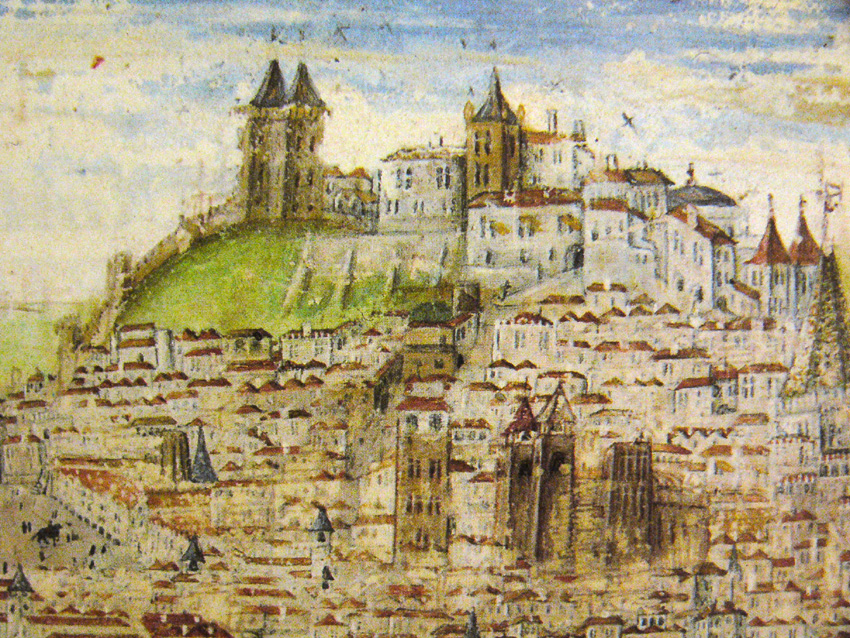
Detalhe do Castelo de São Jorge e das muralhas da cidade no panorama geral de Lisboa durante o cerco de D. Afonso Henriques na "Crónica de D. Afonso Henriques" de Duarte Galvão (1505)

Lisboa ("Civitates orbis terrarum", 1572): ao fundo na ilustração de cima, o Castelo de S. Jorge

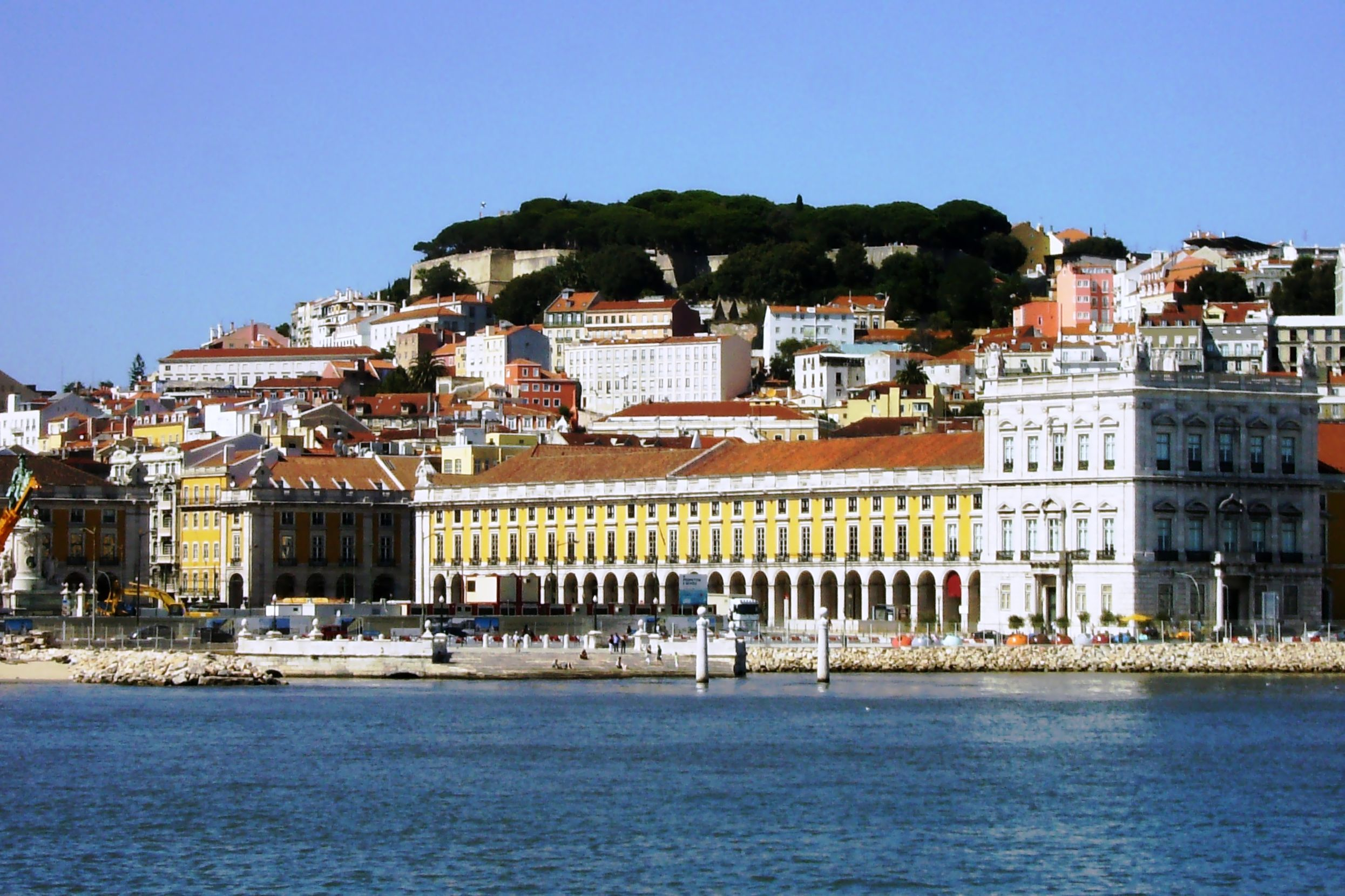
Castelo de São Jorge: vista a partir do rio Tejo. Em primeiro plano, o Terreiro do Paço

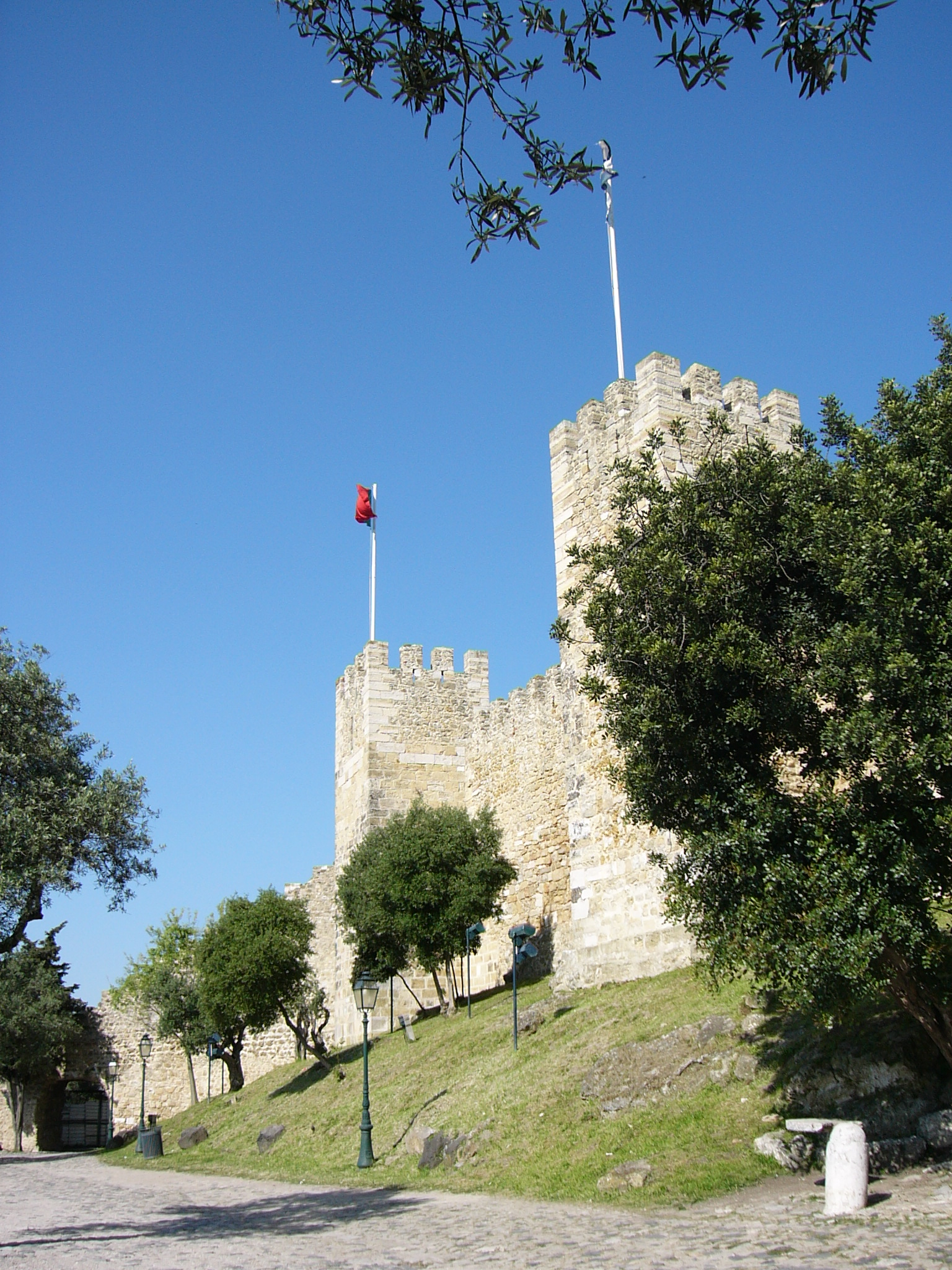
Castelo de São Jorge: vista do interior das primeiras muralhas

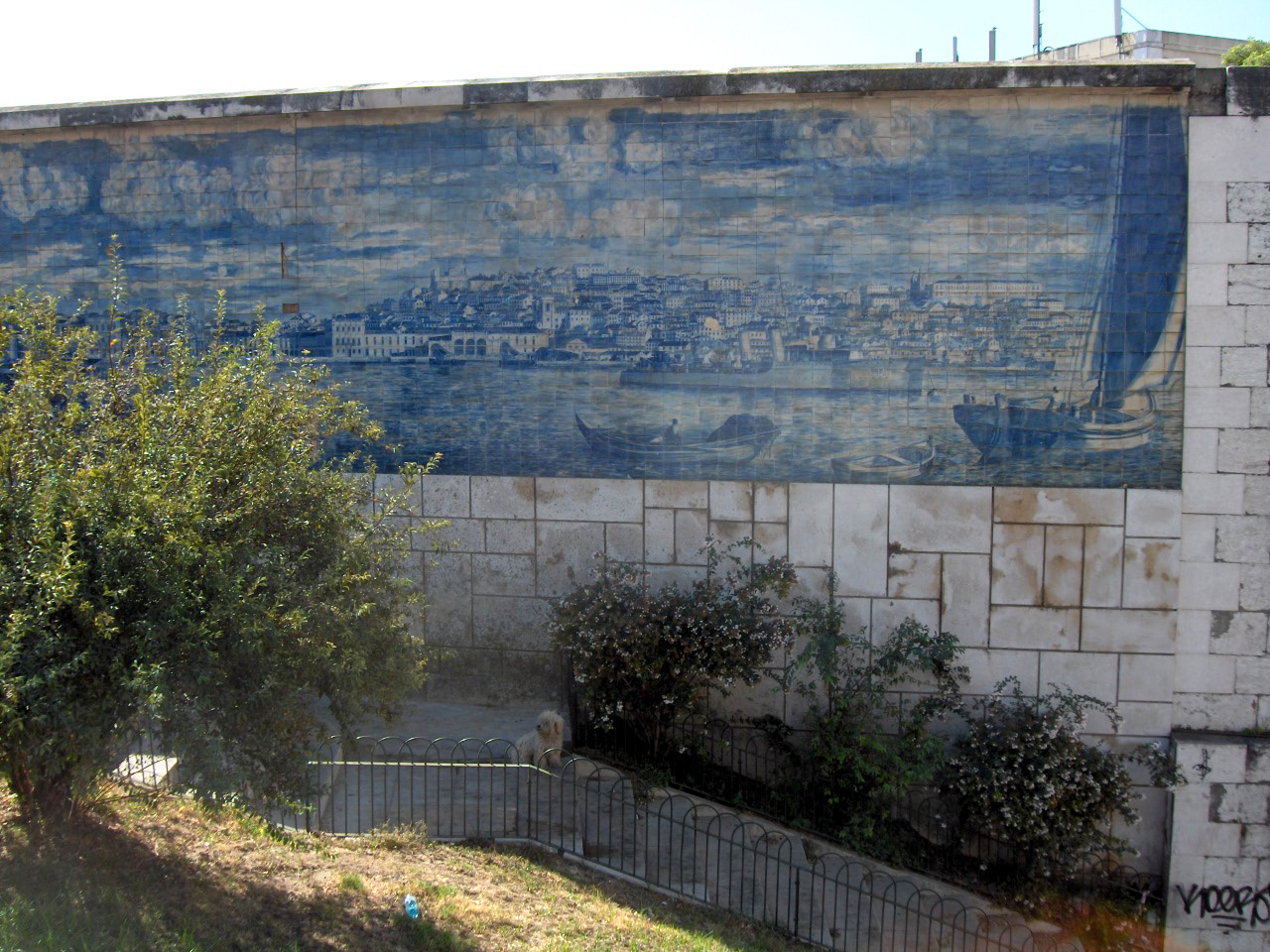
Castelo de São Jorge: painel de azulejos

No contexto da Reconquista cristã da Península Ibérica, após a conquista de Santarém, as forças de D. Afonso Henriques (1112-1185), com o auxílio de cruzados normandos, flamengos, alemães e ingleses que se dirigiam à Terra Santa, investiu contra esta fortificação muçulmana, que capitulou após um duro cerco de três meses (1147), como narrado no manuscrito "De expugnatione Lyxbonensi", carta escrita por um cruzado inglês que tomou parte na conquista. Uma lenda surgida mais tarde reza que o cavaleiro Martim Moniz, que se destacara durante o cerco, ao perceber uma das portas do castelo entreaberta, sacrificou a própria vida ao interpor o próprio corpo no vão, impedindo o seu encerramento pelos mouros e permitindo o acesso e a vitória dos companheiros.
Como preito de gratidão, o castelo, agora cristão, foi colocado sob a invocação do mártir São Jorge, a quem muitos cruzados dedicavam devoção. No dia da conquista, 25 de Outubro, comemora-se hoje o "Dia do Exército", instituição que, no país, tem São Jorge como padroeiro.
Poucas décadas mais tarde, entre 1179 e 1183, o castelo resistiu com sucesso às forças muçulmanas que assolaram a região entre Lisboa e Santarém.
A partir do século XIII, alçando-se Lisboa a Capital do reino (1255), o castelo conheceu o seu apogeu, quando foi, além de Paço Real, o chamado Paço da Alcáçova, palácio de bispos, albergue de nobres da Corte e fortificação militar. Os terramotos que afectaram a cidade em 1290, 1344 e 1356, causaram-lhe danos. No plano militar, mobilizou-se diante do cerco castelhano de Fevereiro e Março de 1373, quando os arrabaldes da Capital chegaram a ser saqueados e incendiados. Nesse ano iniciou-se a muralha de D. Fernando (1367-1383), concluída dois anos mais tarde e que se prolonga até à Baixa. Na 3.ª guerra fernandina os arrabaldes da cidade foram novamente alvo das investidas castelhanas, em Março de 1382
Em 26 de janeiro de 1383 o castelo foi entregue ao conde de Barcelos, João Afonso Telo, pelo seu alcaide, Martim Afonso Valente.
No decurso da crise de 1383-1385, Lisboa seria duramente assediada pelas forças de D. João I de Castela em 1384.
Nas funções de Paço Real, foi palco da recepção a Vasco da Gama, após a descoberta do caminho marítimo para a Índia, no final do século XV, e da estreia, no século XVI, do Monólogo do Vaqueiro, de Gil Vicente, primeira peça de teatro português, comemorativa do nascimento de D. João III (1521-1557).

### Da Guerra da Restauração aos nossos dias
Juntamente com a cidade, o castelo voltou a sofrer com os terramotos de 1531, 1551, 1597 e 1699. A sua história como Paço Real encerrou-se com a mudança do mesmo, ainda no século XVI para o Paço da Ribeira. A partir de então as suas dependências foram utilizadas como aquartelamento. À época da Dinastia Filipina foi novamente guarnecido, tendo sido utilizado como prisão.
No contexto da Restauração da Independência, o seu Alcaide, Martim Afonso Valente, honrando o juramento de fidelidade a quem tinha prestado menagem, apenas entregou a praça aos Restauradores após ter recebido instruções de Margarida de Saboia, Duquesa de Mântua, até então vice-rainha de Portugal, que lhe ordenou a rendição (1640).
A mudança da residência real para a zona ribeirinha, a instalação de aquartelamentos e o terramoto de 1755 contribuíram para o declínio e a degradação do monumento. Foi sede da Casa Pia de 1780 a 1807, quando foi utilizado como Quartel-General por Jean-Andoche Junot. Desse modo, descaracterizado e, em parte, interditado aos lisboetas, chegou ao século XX.
Classificado como Monumento Nacional por Decreto de 16 de Junho de 1910, sofreu importantes intervenções de restauro na década de 1940 e no final da década de 1990, que tiveram o mérito de reabilitar o monumento, recuperando-lhe a traça medieval. Actualmente constitui-se num dos locais mais visitados pelos turistas na cidade de Lisboa. Em 2000 e 2009, dois projectos de ligação via elevador entre o Castelo e a Baixa foram considerados pela Câmara Municipal.
O monumento oferece ainda os jardins e miradouros (com destaque para a Praça de Armas com a estátua de D. Afonso Henriques), o castelejo, a cidadela e a esplanada, uma câmara escura (Torre de Ulisses, antiga Torre do Tombo), espaço de exposições, sala de reuniões/recepções (Casa do Governador) e loja temática aos seus visitantes.
A entrada no castelo é gratuita para os moradores do concelho de Lisboa. Para os restantes visitantes custa 15 euros.

## Características
O castelo defende a antiga cidadela islâmica, o Alcazar, abrindo-se nos seus muros com ameias doze portões, sete dos quais para o lado da freguesia da Santa Cruz do Castelo. Para o exterior, um pano de muralha dá acesso a uma torre barbacã. Dezoito torres dão sustentação e reforço aos muros. Pelo Portão Sul, através da Rua de Santa Cruz do Castelo, acede-se à Praça de Armas.

## Galeria

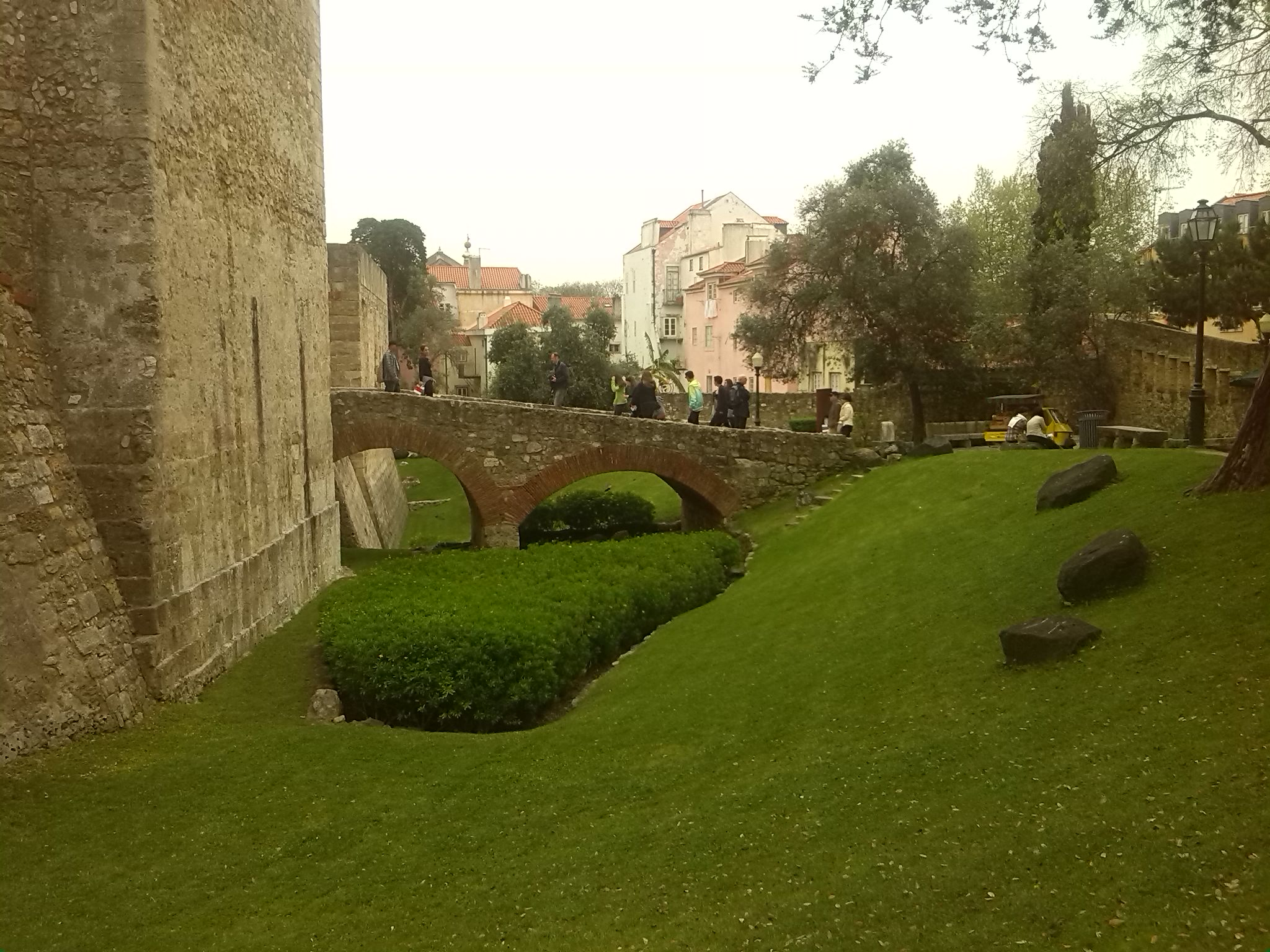
Ponte do castelo de São Jorge
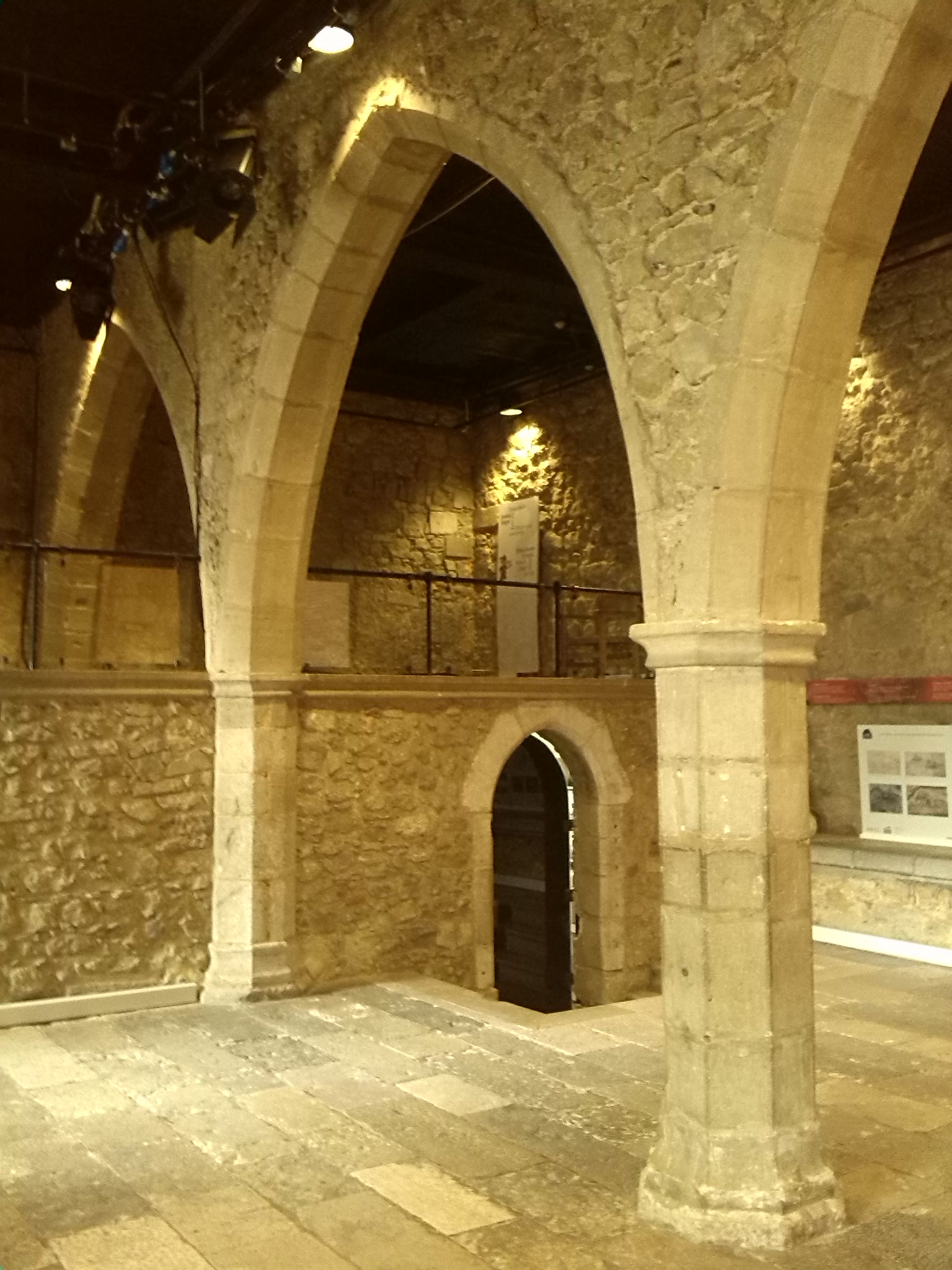
Arco ogival, museu do Castelo de São Jorge, no medieval Paço Real da Alcáçova